# 勒代特鲁瓦
勒代特鲁瓦（法語：Le Détroit，法語發音：[lə detʁwa] ⓘ）是法国卡尔瓦多斯省的一个市镇，属于卡昂区。

## 地理
勒代特鲁瓦（48°52'1"N, 0°21'0"W）面积5.52 平方千米，位于法国诺曼底大区卡爾瓦多斯省，该省份为法国西北部沿海省份，北濒大西洋英吉利海峡，东北与滨海塞纳省以海上边界相接，东临厄尔省，南至奧恩省，西与芒什省接壤。
与勒代特鲁瓦接壤的市镇（或旧市镇、城区）包括：莱洛日索尔斯、勒梅尼勒维勒芒、皮埃尔蓬、拉皮利、特雷普雷勒、蓬杜伊。

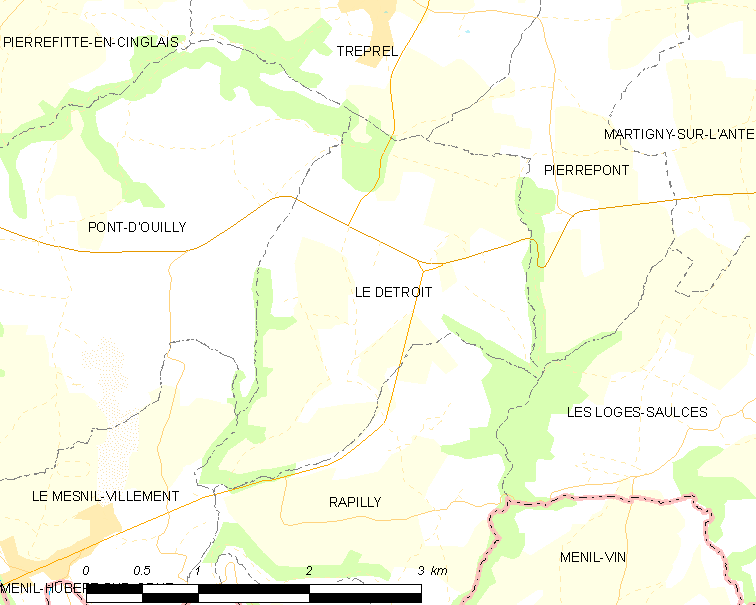
勒代特鲁瓦的OSM定位图

勒代特鲁瓦的时区为UTC+01:00、UTC+02:00（夏令时）。

## 行政
勒代特鲁瓦的邮政编码为14690，INSEE市镇编码为14223。

## 政治
勒代特鲁瓦所属的省级选区为法莱斯县。

## 人口

1962-2008年间勒代特鲁瓦人口变化图示

勒代特鲁瓦于2022年1月1日时的人口数量为92人。